# Lepisiota megacephala
Lepisiota megacephala är en myrart som först beskrevs av Weber 1943.  Lepisiota megacephala ingår i släktet Lepisiota och familjen myror. Inga underarter finns listade i Catalogue of Life.